# Intimidades de una cualquiera
Intimidades de una cualquiera es una película argentina estrenada el 2 de mayo de 1974 y dirigida por Armando Bó. De género dramático, estuvo protagonizada por Isabel Sarli, Armando Bó y Jorge Barreiro. 

## Sinopsis
María (Isabel Sarli) es una muchacha de pueblo que cansada del acoso y de aceptar resignadamente los reclamos sexuales de sus patrones, decide viajar a Buenos Aires. Aunque intenta alejarse de esa vida, no le queda más remedio que convertirse en prostituta y entregar su cuerpo por algo de dinero para sobrevivir. Un día aparece el millonario terrateniente José Luis (Armando Bó) del que se enamora perdidamente y decide reiniciar su vida con él en el sur patagónico. Sin embargo, Cholo (Jorge Barreiro), su antiguo patrón, la persigue e intenta violarla. 

## Elenco
- Isabel Sarli
- Armando Bó
- Jorge Barreiro
- Sabina Olmos
- Guillermo Battaglia
- Fidel Pintos
- Ricardo Passano
- Raúl del Valle
- Virginia Romay
- Reynaldo Mompel
- Horacio Bruno
- Olanka Wolk
- Alfredo Hers
- María Estela Lorca
- Ricardo Jordán
- Carlos A. Allegret
- Leonidas Brandy
- Néstor Mancini
- Ana Grau
- Adelco Lanza